# Musikåret 1931

## Händelser
- 29 juli - Jussi Björlings internationella debut, konsert på Tivoli i Köpenhamn.
- 15 december – Tidningen Populär radio meddelar att Radiotjänst och skivfabrikanterna enats om att skära ner grammofonmusiken till 6 timmar i veckan. "Grammofonbolagen har fått för sig, att rundradion stjäl deras kunder, och Radiotjänst har snällt jamat med. "Tidningen menar att grammofonmusik i radion snarare fungerar som reklam för skivbolagen.
- okänt datum – Skivmärket HMV blir ett delbolag hos EMI.[1]
- okänt datum – Tyska skivmärket Artiphon upphör med utgivningar i Sverige.[2]
- okänt datum – Turitzkoncernen börjar sälja skivmärket "Teco".[3]

## Årets singlar och hitlåtar
Vänligen sortera soloartister på efternamn, musikgrupper på förstabokstaven (utan engelskans "The" och "A")
- Karl Gerhard – Desto vackrare blir jag [4]
- Nick Lucas – Walkin' My Baby Back Home [5]

## Födda
- 24 januari – Alf Hambe (död 2022), svensk viskompositör, författare och trubadur.
- 25 januari – Stikkan Anderson (död 1997), svensk textförfattare, musikförläggare, affärsman, manager för popgruppen Abba.
- 20 februari – Margareta Hallin (död 2020), svensk operasångare, skådespelare och tonsättare.
- 2 mars – János Sebestyén (död 2012), ungersk pianist.
- 4 mars – Sonya Hedenbratt (död 2001), svensk jazzsångare, skådespelare och revyartist.
- 5 mars – Barry Tuckwell (död 2020), australisk-brittisk valthornist.
- 9 mars – Thore Skogman (död 2007), svensk sångare.
- 22 mars – William Shatner, kanadensisk skådespelare, författare, producent, filmregissör och musiker.
- 23 mars – Sonja Stjernquist (död 2002), svensk operett- och musikalsångare (sopran) och skådespelare.
- 2 april – Gudrun Anderson (död 2010), svensk sångtextförfattare.
- 25 april – Erna Groth (död 1993), svensk skådespelare, sångare och scripta.
- 4 maj – Bruce Haack (död 1988), kanadensisk musiker, föregångare inom elektronisk musik.
- 7 maj – Ingvar Wixell (död 2011), svensk operasångare (baryton).
- 10 juni – João Gilberto (död 2019), brasiliansk sångare och gitarrist.
- 18 juni – Klaus Wunderlich (död 1997), tysk musiker.
- 20 juni – Arne Nordheim, (död 2010), norsk tonsättare.
- 31 augusti – Bengt Andersson Råssbyn (död 2008), svensk jazzmusiker och konstnär.
- 16 september – Jan Johansson  (död 1968), svensk pianist och kompositör.
- 19 september – Brook Benton (död 1988), amerikansk soulsångare.
- 2 oktober – Björn Lindroth (död 1999), svensk regissör, manusförfattare, konstnär och sångtextförfattare.
- 6 oktober – John-Eric Jacobsson, (död 2012), svensk operasångare (tenor) och skådespelare.
- 24 oktober – Sofija Gubajdulina, rysk tonsättare.
- 15 november – Calvin Floyd (död 2014), svensk-amerikansk regissör, manusförfattare, författare, producent, jazzsångare, kompositör och pianist.
- 30 december – Skeeter Davis (död 2004), amerikansk countrysångare.

## Avlidna
- 7 februari – Sven Nyblom, 62, svensk regissör, översättare av opera- och operettlibretton och operasångare (tenor).
- 23 februari – Nellie Melba, 69, australisk operasångare (sopran).
- 12 maj – Eugène Ysaÿe, 72, belgisk tonsättare och violinist.
- 6 augusti – Bix Beiderbecke, 28, amerikansk jazzkornettist.
- 3 oktober – Carl Nielsen, 66, dansk tonsättare.
- 14 november – Oscar Bergström, 57, svensk operasångare (basbaryton) och skådespelare.
- 22 november – Ellen Sandels, 72, svensk tonsättare och författare.

### Fotnoter
1. ↑  ”78:or & film”. Arkiverad från originalet den 22 mars 2019. https://web.archive.org/web/20190322125250/http://musiknostalgi.atspace.cc/hmv.htm. Läst 3 juni 2011.
2. ↑  ”78:or & film”. Arkiverad från originalet den 25 november 2021. https://web.archive.org/web/20211125020202/http://musiknostalgi.atspace.cc/artiphon.htm. Läst 3 juni 2011.
3. ↑  ”78:or & film”. http://78-varv.atspace.cc/teco.htm. Läst 3 juni 2011.
4. ↑  ”Svensk mediedatabas”. http://smdb.kb.se/catalog/id/000100290. Läst 22 mars 2011.
5. ↑  ”Låtar du trodde var svenska”. Arkiverad från originalet den 26 oktober 2013. https://web.archive.org/web/20131026075436/http://gotiskaklubben.wordpress.com/2013/09/22/latar-du-trodde-var-svenska/. Läst 22 mars 2011.